# Romain Poyet
Romain Poyet (Le Coteau, 25 novembre 1980) è un ex calciatore francese, di ruolo attaccante.

## Palmarès
- Coppa di Francia: 1

Auxerre: 2003